# Королівство Манстер

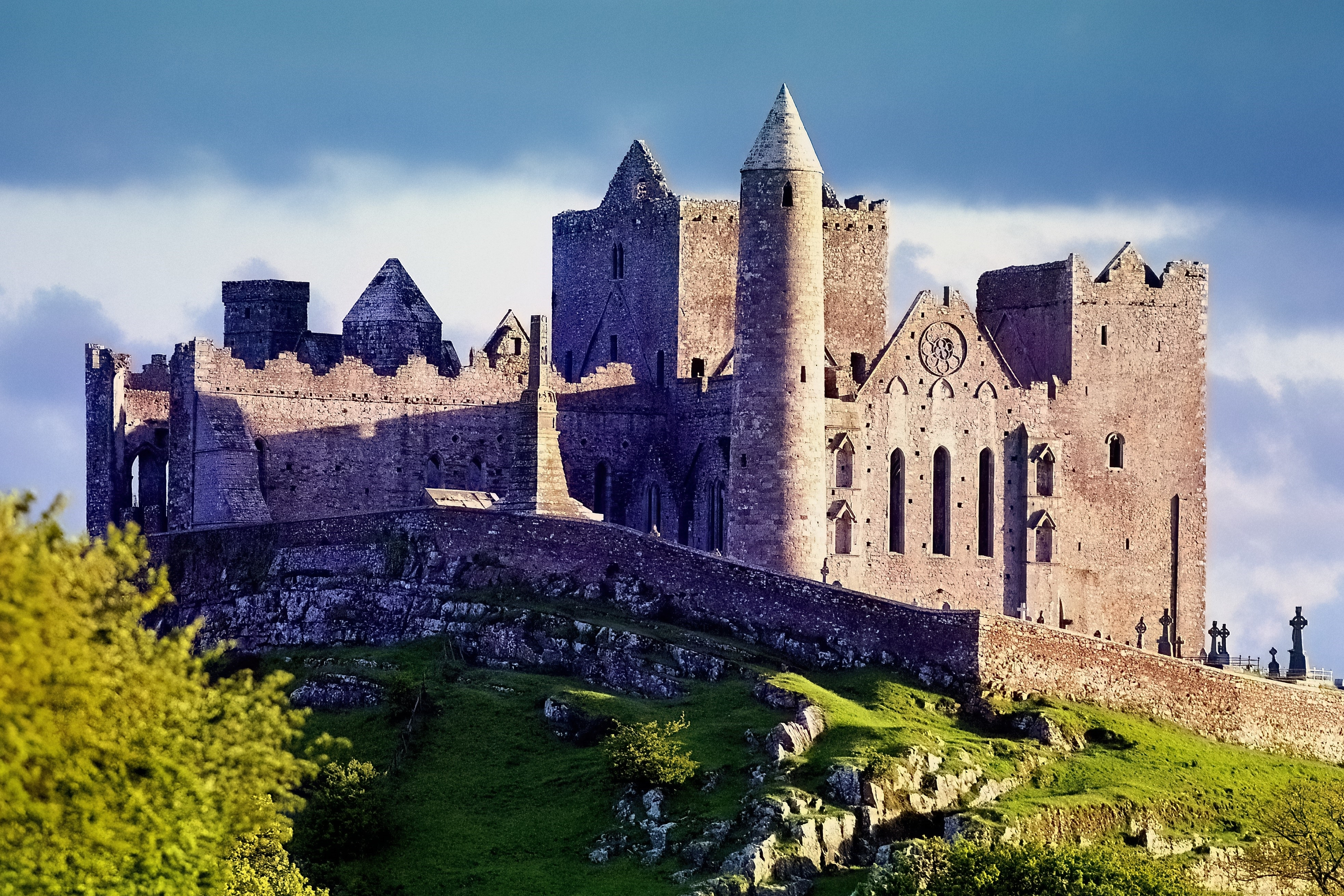
Замок Кашел — на «горі королів», де була резиденція королів Манстеру.

Королівство Манстер (ірл. Mhuman, Mumhan, англ. Munster; також: королівство Муму, Муман, Муван) — королівство, що існувало в епоху раннього середньовіччя на території південно-західної Ірландії до завоювання Ірландії Англією. Назва королівства, на думку багатьох дослідників, неіндоєвропейського походження і збереглась від давніх племен, що населяли Ірландію до переселення на острів кельтів — ще з часів бронзової доби. За іншою версією, назва королівства походить від імені кельтського бога Мумана. Історично та етнічно королівство Манстер ділилося на 6 регіонів:
- Туад Муман (ірл. Tuadh Mhuman) — північний Манстер,
- Дес Муман (ірл. Des Mhuman) — південний Манстер,
- Аур Муман (ірл. Aur/Ur Mumhan) — східний Манстер,
- Яр Муман (ірл. Iar Mumhan) — західний Манстер,
- Ернайб Муман (ірл. Ernaibh Muman) — територія племені туат Ернай,
- Десі Муман (ірл. Deisi Muman) — територія племені туат Десі Манстерських.

На деякий час королівство розділилось на три васальних королівства:
- Томонд (ірл. Thomond) — північ;
- Десмонд (ірл. Desmond) — південь;
- Ормонд (ірл. Ormond) — схід.

Такий поділ Манстеру знайшов своє відображення у гербі королівства — три золотих корони на синьому тлі — три королівства, що складали єдине королівство Манстер. Згідно з історичними переказами та легендами королівство виникло в дуже давні часи — за півтори тисячі років до нової ери. Королі Манстеру неодноразово ставали верховними королями Ірландії. Королівство славилось своїми музикантами, поетами, бардами, піснями. Жанр поезії лімерик виник саме в королівстві Манстер.

## Давні легендарні королі Манстеру
- Бодб Дерґ (ірл. Bodb Derg) — володар Сіду Муму, нащадок Даґди.
- Деду мак Сін (ірл. Dedu mac Sin) — предок клану Дедад.
- Яр мак Дедад (ірл. Íar mac Dedad) — батько верховного короля Ірландії Етерскела та дід верховного короля Конайре Мора.
- Дайре мак Дедад (ірл. Dáire mac Dedad) — предок клану Дайріне.
- Ку Рої мак Дайре (ірл. Cú Roí mac Dáire) — відомий персонаж багатьох ірландських міфів та легенд уланського циклу.
- Муґ Нуаду (ірл. Mug Nuadat) — володар південної половини Ірландії, «половини Муга».
- Айліль Аулом (ірл. Ailill Aulom) — у легендах його пов'язують з богинею Айне.
- Лугайд мак Кон (ірл. Lugaid mac Con) — верховний король Ірландії. Засновник клану Корку Лойґде.
- Еоган Мор (ірл. Éogan Mór) — засновник клану Еогнахта.
- Фіаху Муйллеган (ірл. Fiachu Muillethan) — вождь клану Дейрґдіте.
- Айліль Фланн Бек (ірл. Ailill Flann Bec).
- Крімтан мак Фідайґ (ірл. Crimthann mac Fidaig) — верховний король Ірландії, володар чисельних земель за межами Ірландії, брат королеви Монґфінд.
- Енгус Болґ (ірл. Óengus Bolg) — король Дайріне, предок клану Корку Лойґде.
- Брессал мак Айлелло Гассайґ (ірл. Bressal mac Ailello Thassaig) — його сестра була дружиною верховного короля Ірландії Лоеґайре мак Нейлла.

## Історичні королі Манстеру
Історики визнають історичними тільки королів Манстеру з початку VII століття. Відомості про більш давніх королів Манстеру вважають легендарими і сумніваються в їх достовірності.
- Коналл Корк мак Луйґтіґ (ірл. Conall Corc mac Luigthig) — народився близько 340 року. Засновник Кашелю та клану Еогнахта.
- Над Фройх мак Куйрк (ірл. Nad Froích mac Cuirc) — народився у 380 році.
- Енґус мак Над Фройх (ірл. Óengus mac Nad Froích) — народився у 420 році, час правління 453—489, перший християнський король Манстеру.
- Дауї Ярлайхе мак Майгні (ірл. Dauí Iarlaithe mac Maithni) — перший король Ярмумана.
- Фелімі I Чорний (англ. Felimy I the Black}}) — народився у 455 році.
- Еохайд мак Енґуса (ірл. Eochaid mac Óengusa) — помер у 522 році.
- Дуб-Ґілах мак Енґуссо (ірл. Dub-Gilcach mac Óengusso)
- Крімптан Шрем мак Ехадо (ірл. Crimthann Srem mac Echado) — народився у 495 році, роки правління: 522—542.
- Койрпре Кромм мак Крімптайнн (ірл. Coirpre Cromm mac Crimthainn) — час правління: 542?/560 — 577. Вбитий Колманом Беком під час битви.
- Фергус Скандал мак Крімтанн Айргір Хліах (ірл. Fergus Scandal mac Crimthainn Airthir Chliach) — час правління 577—582.
- Фелімі II мак Койпрі Хруїмм (ірл. Felimy II mac Coirpri Chruimm)
- Фелімі III мак Тіґернайґ (ірл. Felimy III mac Tigernaig) — роки правління 582—588.
- Амалгайд мак Ендай (ірл. Amalgaid mac Éndai) — роки правління 596? — 601.
- Гарбан мак Ендай (ірл. Garbán mac Éndai) — близько 596 року.
- Фінґен мак Аедо Дуйб (ірл. Fíngen mac Áedo Duib) — роки правління 571—618.
- Ед I Беннан мак Кріптанн (ірл. Aedh I Bennán mac Crimthainn) — помер у 618 році.
- Кахал I Флайнд Хаграх (ірл. Cathal I Flaind Chathrach) — помер у 627 році.
- Файбе I Червона Кров (ірл. Faílbe I the Blood-red) — помер у 639 році, вбитий Ґуайре Айдне мак Колманом у битві.
- Куан мак Амалґадо (ірл. Cúán mac Amalgado) — помер у 641 році.
- Менах мак Фінґін (ірл. Máenach mac Fíngin) — помер у 661 році.
- Кагал II Кагайл (ірл. Cathal II mac Cathaíl) — помер у 665 році.
- Колгу мак Файбе Флайнд (ірл. Colgú mac Faílbe Flaind) — помер у 678 році.
- Фінгуйне мак Кагайл Кон-кен-магайр (ірл. Finguine mac Cathail Con-cen-máthair) — помер у 696 році.
- Айліл мак Кагайл Кон-кен-магайр (ірл. Ailill mac CathailCon-cen-máthair)  — помер у 701 році.
- Кормак мак Айлелло (ірл. Cormac mac Ailello) — помер у 712 році.
- Естеркел мак Меле Умай (ірл. Eterscél mac Máele Umai) — помер у 721 році.
- Кахал III мак Фіґгуйне (ірл. Cathal III mac Finguine) — помер у 742 році.
- Кахуссах мак Етерскелай (ірл. Cathussach mac Eterscélai)
- Маел Дуїн мак Аедо (ірл. Máel Dúin mac Áedo) — помер у 786 році.
- Олхобар мак Флайн (ірл. Ólchobar mac Flainn) — помер у 796/797 році, можливо, належав до клану О'Фідґенті.
- Олхобар мак Дуйб-Індрехт (ірл. Ólchobar mac Duib-Indrecht) — помер у 805 році.
- Артрі мак Кахайл (ірл. Artrí mac Cathail) — помер у 821 році.
- Тнутґал мак Атрах (ірл. Tnúthgal mac Artrach) — помер після 807 року.
- Тнутґал мак Доннґайле (ірл. Tnúthgal mac Donngaile) чи Дуннґуссо (ірл. Dunngusso) — помер у 820 році.
- Фейдлімід мак Кремганін (ірл. Feidlimid mac Cremthanin) — помер у 847.
- Олхобар мак Кінеда (ірл. Ólchobar mac Cináeda) — помер у 851.
- Айлгенан мак Доннґайле (ірл. Áilgenán mac Donngaile) — помер у 853 році.
- Мел Гуале мак Доннґайле (ірл. Máel Gualae mac Donngaile) — помер у 859 році.
- Кенн Фелад гуа Муґтіґірн (ірл. Cenn Fáelad hua Mugthigirn) — помер у 872 році.
- Дункан I мак Дуйб-да-Байренн (ірл. Duncan I mac Duib-dá-Bairenn) — помер у 888 році.
- Дуб I Лахтна мак Меле Ґуале (ірл. Dub Lachtna mac Máele Gualae) — помер у 895 році.
- Фінгуйне Кенн н-Ґекан мак Лоеґайрі (ірл. Finguine Cenn nGécan mac Loégairi) — помер у 902 році.
- Кормак мак Куйленнайн (ірл. Cormac mac Cuilennáin) — помер у 908 році.
- Флайтгбертах мак Інмайнен (ірл. Flaithbertach mac Inmainén) — помер у 944 році, з клану Мускрайґе.
- Лоркан мак Койнліґайн (ірл. Lorcán mac Coinlígáin)
- Келлахан Кайсіл мак Буадахайн (ірл. Cellachán Caisil mac Buadacháin) — помер у 954 році.
- Мел Фатгардайґ мак Флайнн (ірл. Máel Fathardaig mac Flainn) — помер у 957 році.
- Дуб-да-Байренн мак Домнайлл (ірл. Dub-dá-Bairenn mac Domnaill) — помер у 959 році.
- Фер Ґрайд мак Клеріґ (ірл. Fer Gráid mac Clérig) — помер у 961 році.
- Дункан II (ірл. Duncan II) — помер у 963 році.
- Мел Муад мак Брайн (ірл. Máel Muad mac Brain)
- Івар Лімерікський (ірл. Ivar Limerick) (фактично}}) — у 968 році (замість Коґада Ґедела ре Ґаллайба (ірл. Cogad Gáedel re Gallaib)

## Королі Манстера після 970 року
Після 970 року в Манстері встановилась королівська династія з клану Дал г-Кайс, іноді правили представники клану Еоґнахта (Е).
- 970—976 — Матґамайн мак Кеннетіґ (ірл. Mathgamain mac Cennétig) — помер у 976 році.
- 976—978 — Мел Муад мак Брайн (ірл. Máel Muad mac Brain) — помер у 978 році. (E)
- 978—1014 — Бріан Борума мак Кеннетіґ (ірл. Brian Bóruma mac Cennétig) — помер у 1014 році.
- 1014—1025 — Дунґал мак Мелфогарта Гуа Доннхада (ірл. Dúngal mac Máelfothartaig Hua Donnchada) — помер у 1025 році. (E)
- 1014—1064 — Доннхад мак Бріайн (ірл. Donnchad mac Briain) — помер у 1064 році.
- 1064—1068 — Мурхад мак Доннхада (ірл. Murchad mac Donnchada) — помер в 1068 році.
- 1068—1086 — Тойрделбах Ва Бріайн (ірл. Toirdhealbhach Ua Briain) — помер у 1086 році.
- 1086—1114 — Муйрхертах Ва Бріайн (ірл. Muircheartach Ua Briain) — помер у 1119 році.
- 1114—1118 — Діармайт Ва Бріайн (ірл. Diarmait Ua Briain) — помер у 1118 році.
- 1118 — Бріан Ва Бріайн (ірл. Brian Ua Briain) — помер у 1118 році.
- 1118—1119 — Муйрхертах Ва Бріайн (ірл. Muirchertach Ua Briain) — помер у 1119 році.
- 1118—1124 — Тадґ Мак Карртайґ (Tadhg I), король Десмонду.
- 1124—1138 — Кормак Мак Каргайґ (ірл. Cormac Mac Carthaigh), король Десмонду, помер у 1138 році. (E)